# Clase Ise
La clase Ise debían ser dos nuevos miembros de la precedente clase Fusō de acorazados de la Armada Imperial Japonesa, pero diversos cambios en su configuración llevaron a clasificarlos como una nueva clase.

## Diseño
Su armamento principal de seis torretas dobles de 356 mm (14 pulgadas) mantenía el esquema precedente con la salvedad de agrupar las piezas centrales, resultando una disposición 2-2-2 en lugar de 2-1-1-2. Los principales cambios eran un puente más próximo a la proa y la concentración del armamento secundario a popa, permitiendo mayor espacio entre las chimeneas y favoreciendo por tanto la operación de las torretas centrales.

## Historia
En el período de entreguerras experimentaron las mismas mejoras que los clase Fusō, pero su mayor innovación se produjo tras la batalla de Midway. Para intentar compensar la pérdida de cuatro portaaviones, los dos miembros de la clase, el Ise y el Hyūga fueron convertidos a un híbrido entre acorazado y portaaviones, pasando a ser los únicos acorazados portaaviones de la Historia. Resultaron escogidos para ello debido a su mayor velocidad respecto a los clase Fusō.

## Referencias

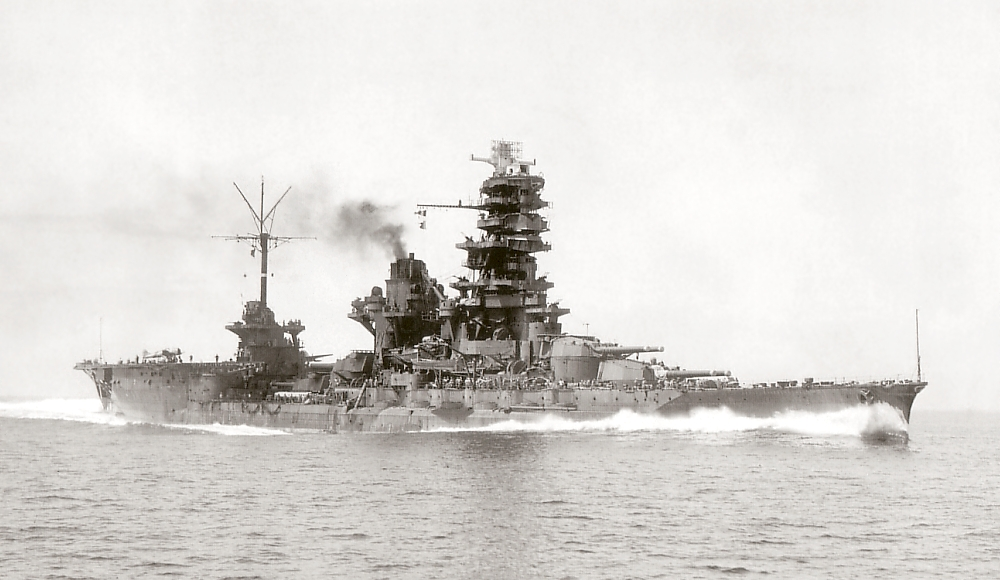
El Hyūga tras su conversión.

## Buques de laClase Ise
|       | Puesta en grada     | Botado                  | Asignado                | Hundido             |
| Ise   | 10 de abril de 1915 | 12 de noviembre de 1916 | 15 de diciembre de 1917 | 28 de julio de 1945 |
| Hyūga | 6 de mayo de 1915   | 27 de enero de 1917     | 30 de abril de 1918     | 24 de julio de 1945 |